# Захари-Рэтклифф, Назанин
Назанин Захари-Рэтклифф (род. 26 декабря 1978, Тафреш, Центральный остан) — британско-иранский волонтёр, заключённая по обвинению в сговоре с целью свержения власти Ирана.

## Биография
Назанин родилась и выросла в Тегеране. Кроме иранского, имеет британское гражданство. Замужем за Ричардом Рэтклиффом, от которого родила дочь.

## Карьера
Работала в Международной федерации обществ Красного креста и Красного полумесяца, Всемирной организации здравоохранения, BBC World Service Trust. Стала менеджером благотворительного проекта Thomson Reuters Foundation.

## Арест и заключение
Назанин Рэтклифф арестовали 17 марта 2016 года в аэропорту имени Имама Хомейни. Волонтёра обвинили в заговоре с целью свержения власти Ирана. Её приговор — пять лет заключения. В 2017 году генпрокурор Тегерана заявил, что Назанин Захари-Рэтклифф проводила «курс персидской онлайн-журналистики BBC с целью вербовки и обучения людей для распространения пропаганды против Ирана».
В 2020 году из-за пандемии коронавируса её посадили под домашний арест и обязали носить электронный браслет.
В апреле 2021 года Назанин Захари-Рэтклифф выдвинули новое обвинение — в распространении пропаганды против системы во время протестов у посольства Ирана в Лондоне в 2009 году. Назанин посадили за решётку ещё на год.

## Освобождение
Назанин Захари-Рэтклифф освободили в марте 2022 года.